# Aherahu (Väinameri)
Pour les articles homonymes, voir Aherahu.
Aherahu (Väinameri) est une île d'Estonie.

## Géographie
Située au Nord d'Ahelaid, elle fait partie de la réserve naturelle des îlots de la région de Hiiumaa. 

## Cartographie

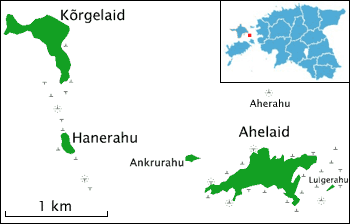
Localisation d'Aherahu (Väinameri)